# Deep Purple in Rock
„Deep Purple in Rock“ е четвъртият студиен албум на британската хардрок група Deep Purple, издаден през септември 1970. Това е първият албум записан от новия (втори по ред) състав на бандата, допринесъл за най-големите ѝ успехи. Музикантите от този период са – Ричи Блекмор – соло китара, Джон Лорд – хамонд орган, Роджър Глоувър – бас китара, Иън Пейс – барабани и Иън Гилан – вокал. Албумът достига в музикалните класации до четвърто място в Англия, а в САЩ става Платинен. Всичките песни в него са композирани и аранжирани от петимата музиканти от групата. Безспорен хит е песента „Child in Time“, изпята от Иън Гилан и включена в излезлия през 1972 г. концертен албум Made in Japan. В България, освен „Child in Time“, по-голяма популярност добиват парчетата „Speed King“ и „Into the Fire“, както и включената в по-късните тиражи на албума песен „Black Night“.

## Песни
1. „Speed King“ – 5:49
2. „Bloodsucker“ – 4:10
3. „Child in Time“ – 10:14
4. „Flight of the Rat“ – 7:51
5. „Into the Fire“ – 3:28
6. „Living Wreck“ – 4:27
7. „Hard Lovin' Man“ – 7:11

## Музиканти
- Иън Гилън – вокал
- Ричи Блекмор – соло китара
- Роджър Глоувър – бас китара
- Джон Лорд – хамонд орган
- Иън Пейс – ударни

## Екип
- Продуциран от Deep Purple
- Тонрежисьори – Анди Найт – IBC Studios, Мартин Бирч – De Lane Lea, Фил МакДоналд – Abbey Road Studios